# Rosa Rodríguez (atleta)
Rosa Andreína Rodríguez Pargas nació en (Acarigua, Portuguesa, 2 de julio de 1986) es una lanzadora de martillo venezolana.Creció en Sanare,municipio Andrés Eloy Blanco,Lara,Sanareña. Es la titular del récord venezolano para el evento con su personal más de 72,83 metros, establecido en mayo de 2012, el cual mejoró a 73,64 en 2013. Rodríguez representó Venezuela en los Campeonatos Mundiales en Atletismo en 2007, 2009, 2013 y 2015. Su entrenador es Vladimir Kevo, y Rosa vive y entrena en E
Eslovenia desde 2012.
Campeona de martillo sudamericana en los niveles juveniles y junior, ganó su primera medalla principal en el Campeonato Sudamericano de Atletismo en 2005. Ha sido medallista de oro iberoamericana en dos oportunidades, en 2008 y en 2012, y dos veces subcampeona Campeonato Centroamericano y del Caribe, en 2009 y en 2011. Compitió en los Juegos Panamericanos de 2011 y también ha ganado medallas en los Juegos Centroamericanos y del Caribe y en los Juegos Mundiales Militares.

## Mejor desempeño
- Lanzamiento de bala: 15,07 m –  Barquisimeto, 14 de mayo de 2011
- Lanzamiento de disco: 44,63 m –  Barquisimeto, 14 de diciembre de 2011
- Lanzamiento de martillo: 73,64 m –  Barquisimeto, 16 de mayo de 2013